# Crkva sv. Nikole u Srebrenici
Crkva sv. Nikole je bila rimokatolička crkva u Srebrenici. Ova gradska crkva pripadala je franjevcima. Bila je posvećena sv. Nikoli, zaštitniku putnika i trgovaca.
Sagrađena je 1394. godine. U vrijeme sjedinjenih biskupija Srebreničko-visočke bila je konkatedralom. Dva su biskupa iz reda franjevaca djelovala u ovoj crkvi, Stjepan Radošević (1434. – 39.) i Toma Matić (1440.). Po svemu sudeći, danas je vjerojatno sačuvana zidovima tzv. Bijele džamije. Na to ukazuje da je uz brojne suvremene dogradnje i prijašnje adaptacije, ostao trag primorskog graditeljstva koji se vidi po svodu džamije, dok se u bočnim se zidovima naziru tragovi zazidanih zasvođenih prozora. Tragovi starije gradnje vidljivi su u parternom dijelu munare i elementima gotičke gradnje.